# Aeroport de Lleida-Alguaire
L'Aeroport de Lleida-Alguaire (codi IATA: ILD, codi OACI: LEDA) és un aeroport que dona servei a la ciutat de Lleida i les comarques properes. La nova infraestructura s'ubica dins del terme municipal d'Alguaire i té caràcter regional, és a dir, abasta qualsevol distància europea de manera similar a la de l'Aeroport de Reus o el de Girona. El 2023, l'aeroport generà un impacte econòmic de 37,5 milions d'euros i donà ocupació a 300 persones.
Les obres s'iniciaren l'estiu de 2007 i s'inaugurà oficialment el 17 de gener de 2010. El 5 de febrer de 2010 va sortir el primer vol comercial, de la companyia Vueling, amb destinació a París-Orly.
El projecte va comptar amb una inversió de 90 milions d'euros a càrrec de la Generalitat de Catalunya. És el primer aeroport que construí i el primer aeroport públic de Catalunya gestionat per un ens mixt públic-privat.
La creació d'un aeroport, a l'altiplà d'Alguaire, molt proper a Lleida, va partir de les prioritats del govern en matèria d'equilibri territorial i diversificació econòmica. L'objectiu fou crear a la zona de ponent un aeroport regional per donar servei tant de passatgers com logístic a la demarcació.

## Construcció
Inicialment la Generalitat volia reformar i ampliar l'actual Aeròdrom d'Alfés perquè pogués rebre vols de passatgers i de mercaderies. Això provocà les crítiques de diversos grups ecologistes, liderats per IPCENA, ja que l'actual aeròdrom s'ubica en una timoneda d'interès natural. L'oposició civil aconseguí que la Generalitat refusés ampliar l'actual aeròdrom i obligà el govern a escollir un altre municipi per construir-hi l'aeroport.
Tot i l'elecció final d'Alguaire, van ser molts els municipis que volgueren acollir la instal·lació. Les altres candidates que gaudien de més possibilitats van ser Almacelles, Alfés (en uns terrenys allunyats de la timoneda) i Alcarràs, totes tres dins del Segrià i properes a la capital.
En aquest sentit, tant la pista de 2.500 metres com l'àrea d'estacionament d'aeronaus tenen capacitat per acollir avions tipus Airbus (A320 o A321) amb capacitat per a més de 150 passatgers o de tipus regional amb capacitat de 70 o 80 places.
Així, segons les previsions, a banda dels residents de les comarques de Lleida i de les comarques pròximes de l'Aragó, també es preveien usuaris del turisme de l'esquí i l'esport d'aventura i els viatges de negocis (fires, congressos, etc.). En aquest sentit, es preveié que l'aeroport pogués assolir en un futur els 400.000 passatgers anuals.
Pel que fa a les mercaderies, l'aeroport acull un transport de mercaderies de tipus mitjà amb serveis de paqueteria, missatgeria, productes peribles i terciaris. D'aquesta manera, es preveié assolir 6.000 tones anuals de mercaderies.
Es pensà en la integració de l'aeroport amb la xarxa viària mitjançant la connexió tant amb l'actual carretera Lleida - Val d'Aran (N-230), com amb la traça de la futura autovia A-14, que ha de substituir-la funcionalment com a via ràpida de gran capacitat entre Lleida i l'Alt Pirineu i Aran. També es preveié un nou accés ferroviari a l'aeroport d'Alguaire, amb una connexió a l'actual línia que uneix Lleida i Almacelles i l'enllaç amb el TGV i l'eix Transversal Ferroviari.
El 13 de juliol de 2007 es van adjudicar les obres de la primera fase de l'aeroport de Lleida-Alguaire. Aquesta adjudicació significà el pas definitiu per tal que s'iniciessin les obres del primer aeroport construït per la Generalitat de Catalunya, amb un termini d'execució de 14 mesos.
El Consell d'Administració de GISA, va adjudicar aquestes obres per 29,4 milions d'euros a la Unió Temporal d'Empreses formada per Dragados, Obrum i Urbanismo y Construcciones.
L'empresa concessionària de l'aeroport fou també l'encarregada de construir les infraestructures necessàries per completar l'aeroport i fer-lo funcionar a ple rendiment. D'aquesta manera, es va calcular que la construcció de l'aeroport comporti una inversió pública d'uns 56,4 MEUR i de fins a 60 MEUR d'inversió privada.

### 1a fase: la pista i l'àrea d'estacionament
Un cop adjudicada aquesta fase, les obres es van iniciar a l'agost de 2007, amb la construcció de la pista d'enlairament i totes les seves vies d'enllaç, així com l'àrea d'estacionament d'avions i l'aparcament per a les persones usuàries:
El camp de vol amb la pista d'enlairament de 2.500 metres de longitud per 45 metres d'ample. Aquesta longitud possibilita que avions com l'Airbus 320 i 321, amb capacitat per a més de 150 passatgers, operin en l'aeroport. La pista també permet que utilitzin l'aeroport avions de transport de mercaderies. Així mateix, es construïren els carrers d'enllaç entre la pista i l'àrea d'estacionament, els carrers de la zona de servei i la connexió amb la carretera d'accés a l'aeròdrom.
L'àrea d'estacionament d'avions, té una dimensió de 30.600 m2 capaç de contenir les combinacions d'aeronaus següents:
- 6 llocs tipus regional (ATR-72 amb capacitat de 70 o 80 places)
- 4 llocs tipus regional (ATR-72) i 2 llocs tipus Airbus (A320 o A321 amb capacitat per a més de 150 places)
- 5 llocs tipus regional (ATR-72) i 1 lloc tipus (A320 o A 321)

En la mateixa àrea hi ha la plataforma d'aviació general capaç d'admetre 5 llocs d'aeronaus tipus avioneta. Les obres inclouen també el carrer de rodament a la plataforma per a l'accés a les posicions d'estacionament.
També s'urbanitzà la zona d'aparcament per a les persones usuàries amb capacitat per a 240 vehicles, els carrers interns que permeten el moviment dins de l'aeroport, el tancat perimetral de vuit quilòmetres de longitud i dos metres d'alçada que protegeix l'aeroport i el camí perimetral interior que fa la volta a tot l'aeroport.

### 2a fase: terminal i instal·lacions
La segona fase de les obres de l'aeroport de Lleida-Alguaire, adjudicades per un import de 23,1 MEUR, inclogué les instal·lacions i equipaments de l'anomenat costat aire de la infraestructura que permeten tenir en funcionament l'aeroport, ja que inclouen els edificis amb els seus equipaments aeronàutics:
- Terminal: es va construir una terminal provisional que permetrà posar en funcionament l'aeroport, abans que el gestor privat hagi construït la terminal definitiva. Aquesta terminal provisional és un edifici de 804 m2 per donar servei a passatgers i gestionar el seu equipatge. L'edifici de desenvolupament horitzontal incorpora el mòdul de serveis tècnics, el mòdul de serveis de personal i el mòdul de vestíbul i restaurant.
- Edificis i instal·lacions: aquesta fase inclou també la construcció de les instal·lacions i edificis necessaris per a posar en marxa l'aeroport:
- Centre d'emissors: té una superfície útil de 170 m², on s'instal·laren els equips emissors adients per garantir el funcionament operatiu de l'aeròdrom.
- Edifici contra incendis: d'una superfície de 453,13 m2 útils, on s'establiren les dependències i instal·lacions requerides per al servei de salvament i extinció d'incendis.
- Central elèctrica: la funció de la qual és facilitar la transformació de l'energia a baixa tensió que faciliti la dotació de dispositius de continuïtat energètica necessaris per al funcionament de l'aeroport i el control de l'abalisament del camp de vol.
- Sistema de llums d'aproximació, abalisament i senyalització, una estació de subministrament de combustible d'aviació, un edifici de tallers i la urbanització general (xarxes de subministrament i vials).

D'aquesta manera, aquesta fase es pogué construir paral·lelament a la primera fase i tingué una duració de 12 mesos. Aquesta segona fase fou també a càrrec del Govern català.

### 3a fase: torre de control i terminal definitiva
L'empresa o grup d'empreses que obtingueren aquesta concessió van ser les encarregades de construir i finançar la terminal definitiva i la torre de control per poder iniciar l'explotació de l'aeroport a ple rendiment. Aquestes obres comportaren una inversió privada d'uns 60 milions d'euros.
El 9 d'abril de 2008 van començar les obres de la torre de control de l'aeroport, ja en construcció, de Lleida-Alguaire, per un import de 5,6 milions d'euros.
El projecte preveia una torre de 41 metres d'alçada, formada per dos volums principals: la torre, que acull les funcions específiques de control aeronàutic i serveis immediats, i la base, que acull tot el programa de suport administratiu, tècnic i de magatzematge.
La base i la torre estan unides per la corba que fa la mateixa coberta de la planta baixa i que es converteix en la façana de la torre. Aquesta coberta es perllonga per tal de fondre en la mateixa estructura i, d'una manera harmònica, l'edifici social, que acull inicialment la primera terminal i els edificis tècnics.
La unitat visual de l'edifici s'aconsegueix, a més, amb la cobertura de tota la façana amb una xapa metàl·lica de tons verds, ocres i grocs que contribueixen a integrar-lo en el paisatge del pla de Lleida. La coberta té una capa vegetal que actua com a barrera tèrmica, combinada amb franges de fusta i xapa. Torre i base tenen una superfície total d'uns 3.724 m2

#### Accés a l'aeroport
També s'adjudicaren les obres d'accés a l'aeroport de Lleida-Alguaire El camí d'Alguaire a Almacelles correspon a la xarxa de camins rurals i té una longitud de 6,1 quilòmetres. Amb les obres d'accés, aquest camí passa a tenir una calçada de 10 metres, amb dos carrils de 3,5 metres d'amplada i vorals d'1,50 metres.

## Característiques
L'aeroport permet l'aterratge d'avions com el Boeing 747.
- Pista de 2.500 metres de longitud i 45 metres d'amplada.
- Franja de vol de 200 metres d'amplada.
- Torre de control de 42 metres d'alçada i 300 m² de superfície total.
- Plataforma d'estacionament d'aeronaus amb àrees per a l'aviació regional, general i esportiva.
- Àrea terminal (hangars, edifici terminal, local aeroclub, comunicacions, etc.) amb una superfície total de 3.200 m². Té una zona de sortides amb un vestíbul de 530 m², vuit taulells de facturació i una sala d'espera de 450 m² i una zona d'arribades amb un vestíbul de 280 m2, una sala de 350 m2 i dos punts de recollida d'equipatges.
- Àrea d'estacionament d'avions de 30.600 m² amb capacitat per a vuit avions: quatre comercials, tres avionetes i un d'aviació corporativa.
- Instal·lacions per al servei de salvament i extinció d'incendis.
- Subministrament de combustible.
- Heliport.
- Ajudes a la navegació i aproximació (IFR).
- Aparcament per a 120 vehicles.

## Ubicació i comunicacions

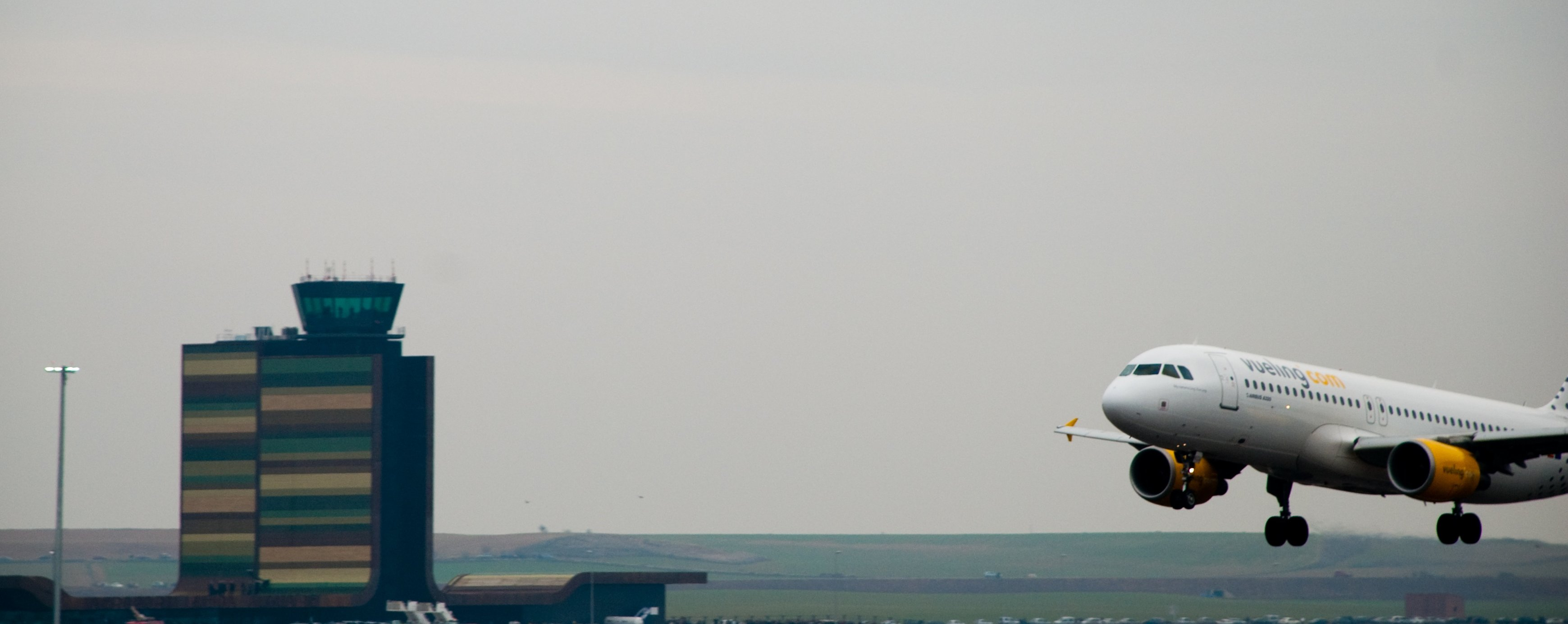
Vol inaugural de l'aeroport (17 de gener de 2010)

L'aeroport s'emplaça en un terreny de 367 hectàrees al terme municipal d'Alguaire, a la comarca del Segrià. Aquest municipi va ser escollit tenint en compte la proximitat a la ciutat de Lleida (15 km), i les bones comunicacions al mig de les futures autovies A-14 i A-22. A més llarg termini, el Govern també estudia dotar l'aeroport d'un nou accés ferroviari, integrat dins de l'Eix Transversal ferroviari.

## Històric de les operacions
El pla director de l'aeroport preveia un trànsit de 395 mil passatgers i 3.500 tones de mercaderies anuals, però la conjuntura econòmica no va acompanyar la sort de l'aeroport, que aviat va veure com desapareixien els ajuts econòmics públics que altres aeroports seguiren rebent. Aquest fet va ser la causa de l'alta variabilitat en les destinacions que ha ofert l'aeroport en la seva curta història. Així, hom pot apreciar quatre etapes:
- Primera Etapa. De la inauguració a l'esclat de la crisi.

Situada entre el vol inaugural el 5 de febrer de 2010 i principis de 2011, durant aquesta fase els usuaris podien triar entre aquestes destinacions directes: París, Palma, Frankfurt del Main, Milà, Illa d'Eivissa, Menorca, Barcelona, Madrid, Vigo, Tenerife i Las Palmas de Gran Canaria; així com aquestes altres via Barcelona: Màlaga, Alacant, Bilbao, Granada, Menorca, Oviedo, Sevilla, Amsterdam, Brussel·les, Roma, Lisboa i Venècia. Davant les bones perspectives de futur de l'aeroport (fou l'aeroport de l'estat amb un nombre més gran de passatgers al primer any del seu funcionament de tota la història), el 27 de juny de 2011 començaren les obres d'ampliació de les instal·lacions.
Aquestes obres, fruit dels treballs de la Taula Estratègica d'Impuls de l'Aeroport de Lleida-Alguaire havien de permetre l'operatiu simultani de dos vols, pensant principalment en càrregues importants de treball durant la temporada alta, a l'hivern. S'ampliaren les zones d'arribada i sortida, la de facturació i s'habilità una duana per poder rebre el passatge provinent de fora de l'espai Schengen. Les obres finalitzaren el novembre de 2011, i suposaren una inversió d'1,5 milions d'euros.
Un estudi havia d'estimar l'interès de les empreses agroalimentàries de Lleida per utilitzar l'aeroport com a base de les exportacions, i estudiar la possibilitat de disposar a Lleida-Alguaire del punt duaner que existeix al polígon industrial El Segre o bé una subseu d'aquest.
- Segona Etapa. L'esclat de la crisi.

En aquesta etapa, el 2011, l'aeroport veu com la falta d'ajuts suposa la pèrdua de la pràctica totalitat de les destinacions, restant només actives les línies estacionals estivals a Eivissa i Menorca primer, i la recuperació del vol permanent a Palma després.
- Tercera Etapa. Creació de la Taula Estratègica i aposta pel futur.

Davant d'aquesta situació preocupant, la Generalitat de Catalunya crea la Taula Estratègica d'impuls de l'aeroport de Lleida-Alguaire, formada per representants de les institucions polítiques i econòmiques de Lleida i encarregada de redactar un pla de negocis que concreti les accions comercials i en infraestructura amb l'objectiu de fer créixer l'activitat a les instal·lacions, així com l'adequació d'aquestes per poder actuar fora de l'Espai Schengen. Els primers fruits de la iniciativa esdevenen l'impuls dels vols de temporada d'hivern, amb especial ressò del trasllat d'esquiadors britànics als Pirineu. Així, durant aquesta etapa les línies actives foren la permanent a Palma, les estacionals d'estiu a Menorca i Eivissa i les estacionals d'hivern a Londres, Manchester, Birmingham, Bristol i Belfast. Els vols previstos a Rússia fracassaren a causa del retard en l'obtenció dels permisos necessaris del Govern Espanyol.
- Quarta Etapa. Schengen.

Com a continuació dels treballs de la Taula Estratègica, continuen els vols fora de l'espai Schengen i comencen en particular els vols a Israel; i així mateix s'impulsa el transport de mercaderies. Això serà possible gràcies als treballs d'ampliació de les instal·lacions iniciats abans de l'esclat de la crisi.
- Cinquena Etapa. Reorientació

Les previsions pel que fa al nombre de vols comercials no es van assolir i es va s'apostar per obrir les instal·lacions a activitats de formació, logístiques, i industrials. Així, Les instal·lacions acullen des de principi de 2014 un parc aeronàutic que permet l'estacionar, mantenir i reciclar aeronaus de tota classe. De la mà de l'empresa Aeronpark, antiga Airhoster, ofereix més 20.000 metres quadrats de superfície i la capacitat per acollir un màxim de cinquanta aeronaus del tipus Airbus 320.
Companyies com BAA Training, CESDA i Barcelona Flight School hi realitzen formació de pilots, fet que fa de Lleida-Alguaire el principal aeroport de formació de pilots de Catalunya.
Aerolínies com Vueling o Air Nostrum l'empren per a pràctiques dels pilots, i aeronàutiques com Singular Aircraft, Hemav, ASDT o 02 Infinity s'instal·laren a Lleida-Alguaire; i l'Escola de Formació Aeronàutica de Vilanova i la Geltrú (EFAV) hi instal·là l'escola de mecànics aeronàutics.
A final de 2020 s'inicià el projecte Port Espacial dedicat a missions de vol suborbital (SpacePort), a més d'un centre de proves de propulsió per a coets-llançadora i un parc empresarial així com un centre educatiu per a empreses tecnològiques vinculades amb l'espai.
L'any 2021 s'habilitaren 50.000 metres quadrats addicionals destinats a aquests usos i es modificà la planificació urbanística per tal de permetre fins a 12.600 metres quadrats de nous hangars. Es van redactar projectes per a dos nous edificis al recinte aeroportuari, suposant tot plegat la consolidació de la reorientació de les instal·lacions cap a activitats no estrictament de transport de passatgers. Un total de 25 empreses del sector industrial i de formació ocupaven les instal·lacions el 2022.
El 31 d'octubre de 2023, l'empresa xinesa EHang va inaugurar-hi la primera base de vehicles aeris autònoms d'Europa.

## Destinacions
| Aerolínia                         | Destinació                     |
| --------------------------------- | ------------------------------ |
| Iberia LAE operat per Air Nostrum | Palma                          |
| Iberia LAE operat per Air Nostrum | Maó (de juny a setembre)       |
| Iberia LAE operat per Air Nostrum | Eivissa (de juliol a setembre) |

## Xifres
El primer any de funcionament, el 2010, 61.769 passatgers empraren l'aeroport. En el rànquing dels 49 Aeroports d'AENA, això el situa en la posició 35, superant aeroports com els de Badajoz, Salamanca, Vitòria, Burgos, La Gomera, Logronyo, Albacete, Còrdova i Osca
El segon any, el 2011, uns 33.000 passatgers utilitzen les instal·lacions. Això el situa en la posició 41, superant també a aeroports que donen servei a zones molt més habitades tot i la total desaparició dels ajuts públics que altres aeroports no deixaren de rebre, i tot i la pèrdua dels vols provinents de Rússia a causa del boicot del Govern Espanyol en provocar la pèrdua de les destinacions Russes al retardar de forma injustificable el permís per efectuar vols fora de l'espai Schengen.
El 2012, l'aeroport va sumar un total de 33.041 passatgers, ocupant la 36a posició del rànking. Es tanca així el primer trienni de vida de les instal·lacions, que han operat durant aquest període un total 6.312 vols.
L'any 2013, un total de 29.443 passatgers, empraren les instal·lacions, ocupant la 35a posició del rànking.
El 2014 la xifra fou de 30.400 passatgers, això el feu repetir la 35a posició.
Els anys següents la xifra de passatgers es manté estable al voltant dels 30.000, amb un pic de gairebé 33.000 el 2016.
L'any 2018 la xifra fou de 45.500 passatgers, superant un cop més 10 aeroports d'AENA com Logronyo, Salamanca, Sabadell, o Osca; tot i que la manca d'inversions en instal·lacions que permetin operacions en condicions de baixa visibilitat novament feu perdre nombrosos vols en favor d'altres aeroports i a causa de la boira.
El 2019 es consolidà el creixement de les instal·lacions i es registraren 58.614 passatgers i 29.824 vols, mentre que el 2020 les xifres es vegueren afectades per la COVID-19 reduint-se fins als 23.029 passatgers i 16.921 vols.
L'any 2021 les xifres remuntaren amb més de 47.000 passatgers i es va batre el rècord d'operacions amb més de 35.000 vols.

## Galeria d'imatges

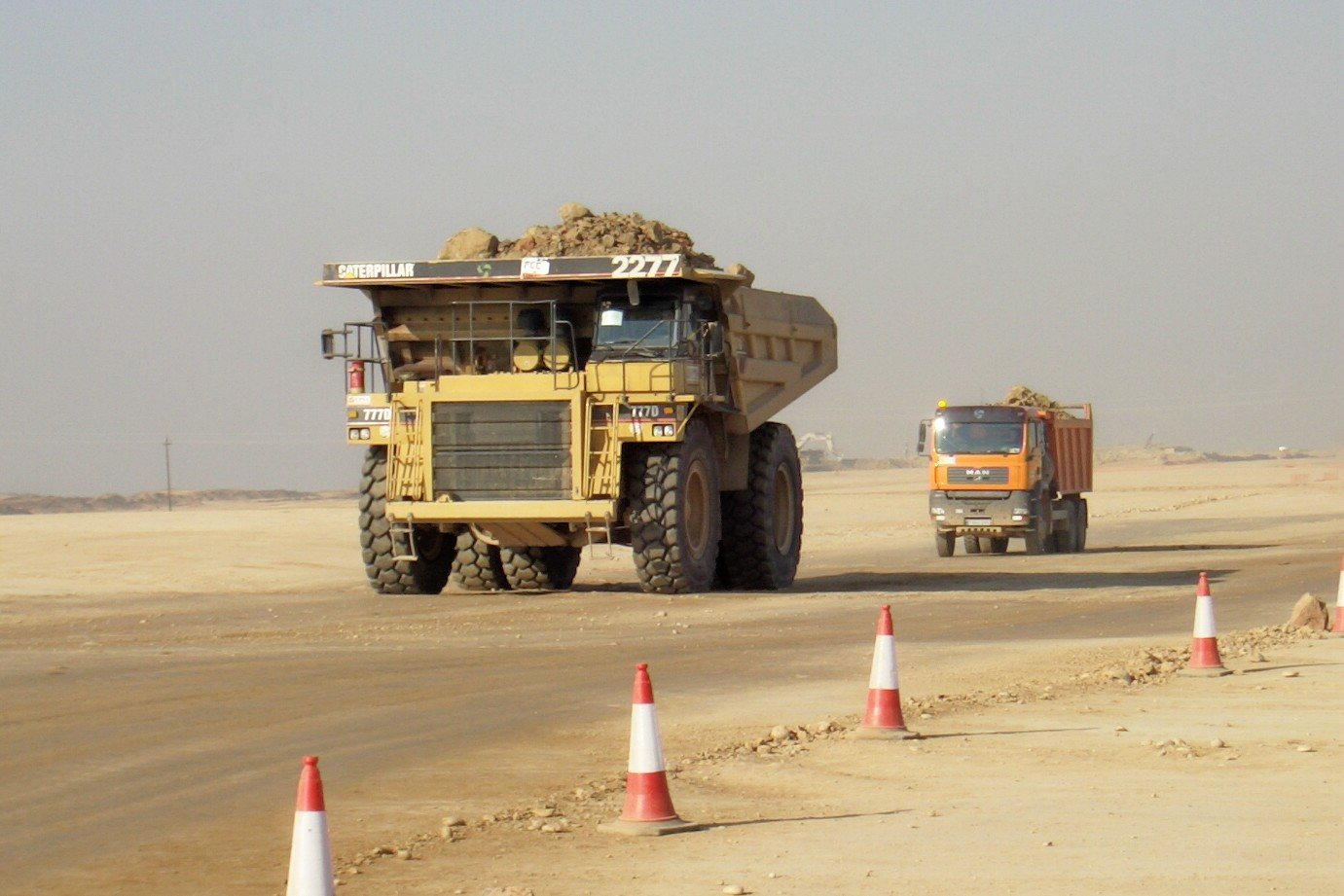
Caterpillar 777D treballant en la construcció de l'aeroport (desembre 2007)
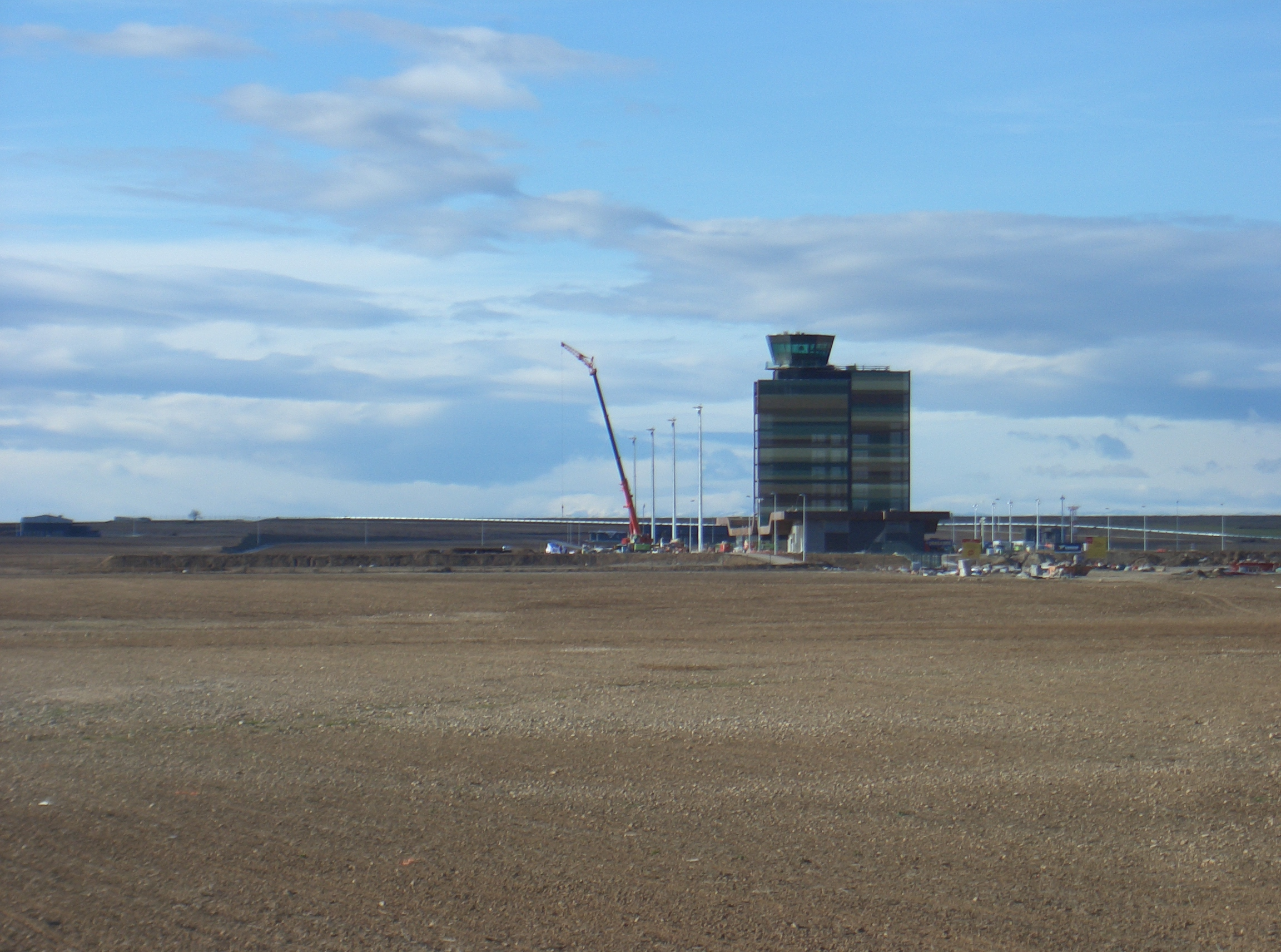
Estat de les obres el 8 de febrer de 2009
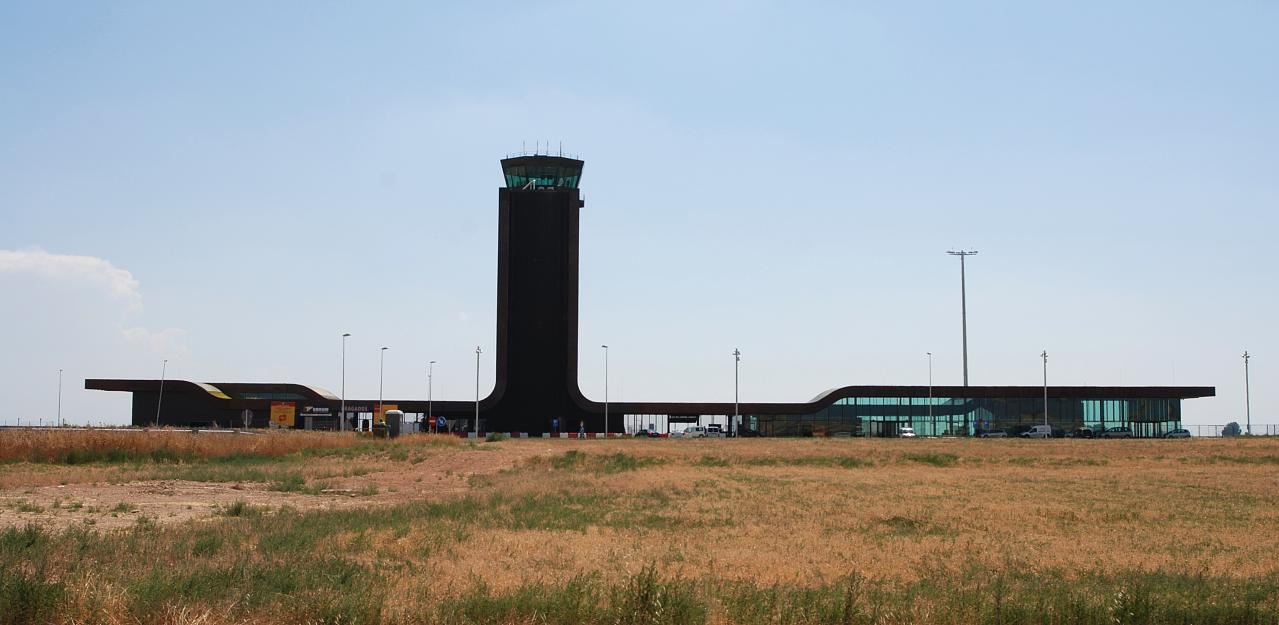
Terminal i torre de l'aeroport (perfil)
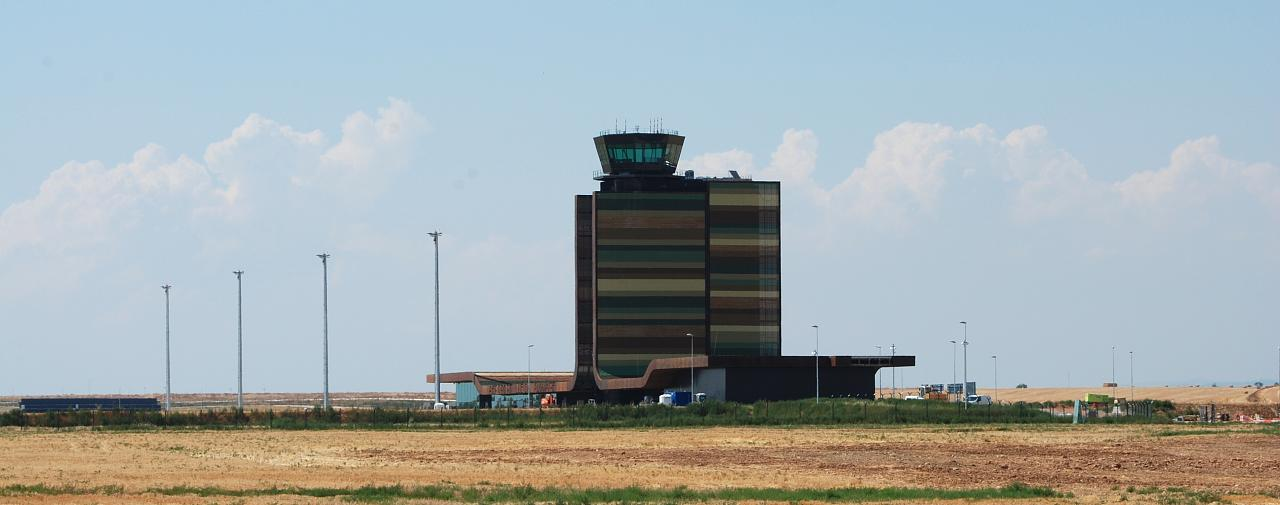
Terminal i torre de l'aeroport
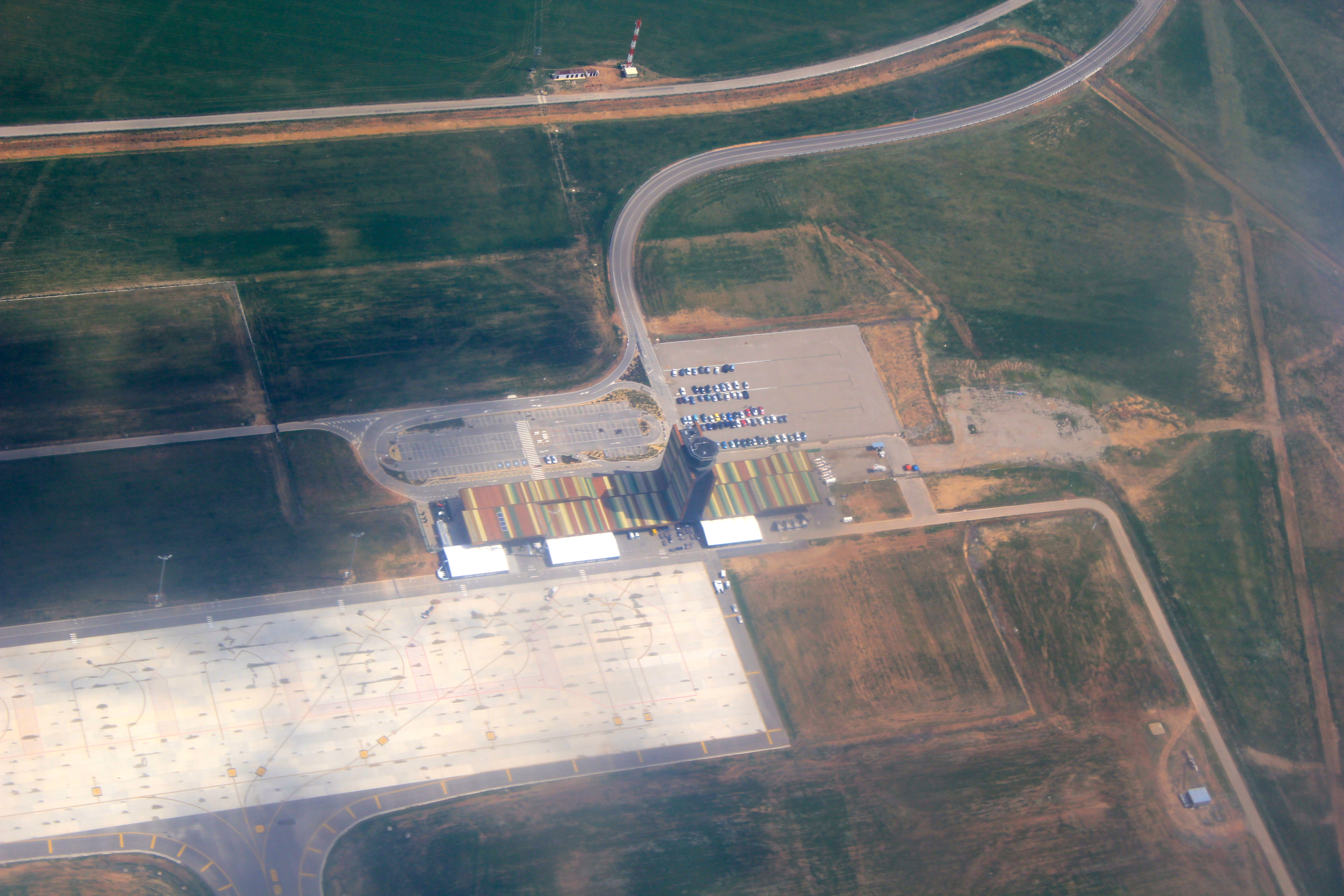
Vista aèria Terminal i Torre de l'aeroport